# Ciecz bordoska
Ciecz bordoska (fr. bouillie bordelaise) – fungicyd nieorganiczny przyrządzany z siarczanu miedzi (CuSO4·5H2O) i wapna gaszonego (Ca(OH)2). Stosowany w rozcieńczeniu w wodzie około 0,5% do zwalczania mączniaka rzekomego winorośli (Plasmopara viticola), parcha jabłoni (Venturia inaequalis) i gąsienic owadów.
Skuteczność cieczy bordoskiej w zwalczaniu mączniaka rzekomego została odkryta przypadkiem, gdy jeden z winogrodników w regionie Bordeaux, regularnie okradany przez przechodniów, zdecydował się zamalować winorośl na skraju drogi niebieskozieloną farbą zrobioną z siarczanu miedzi i wapna, by zniechęcić do kradzieży. Okazało się, że farba skutecznie zwalczyła mączniaka, który wówczas zaatakował uprawy. Przypadkowy wynalazca zweryfikował swoje spostrzeżenia w kilku innych miejscach i opublikował w 1885 wyniki swoich badań.
Ciecz przyrządza się przez rozpuszczenie krystalicznego siarczanu miedzi w wodzie i wlanie z mieszaniem do mleka wapiennego. Otrzymaną ciecz barwy jasnoniebieskiej należy wykorzystać w ciągu jednego dnia, gdyż traci ona swoje właściwości grzybobójcze przechodząc ze stanu koloidalnego w krystaliczny bezużyteczny osad. Po zastosowaniu zapewnia długotrwałą ochronę.